# 千葉日本大学第一中学校・高等学校
千葉日本大学第一中学校・高等学校（ちばにほんだいがくだいいちちゅうがっこう・こうとうがっこう）は、千葉県船橋市習志野台八丁目にある私立中学校・高等学校。日本大学の特別付属校である。通称は「千葉日」（ちばにち）、「一高」（いちこう）。

## 概観
中学と高校では一部の施設を共用する。日本大学唯一の特別付属小学校千葉日本大学第一小学校が隣接している。日本大学へ進学するには3年次に行なわれる付属特別推薦や付属高校統一試験の合格基準を満たす必要がある。

## 校訓
- 真・健・和

これは千葉日本大学第一小学校、日本大学第一中学校・高等学校と同じである。

## 沿革

### 略歴
昭和40年代、日本大学第一高等学校は東京・両国の校舎が手狭になったことから、創立50周年記念事業として郊外部に広大な校地を造成・移転する計画を立てた。当初計画では習志野台の日本大学理工学部・日大習志野高校の隣接地を購入し高校部門をすべて移す（中学は両国に残留）予定であったが、当時は高校生の数が減少していた時期であり配置が不適当であるとして千葉県内の他の私立高校から難色を示された。このため、両国の日大一高から一部の希望者のみを移籍する形で学校を新設するという方針に転換し、しかも開校当初1年間は募集を見送った。高校開校の2年後には中学校を設置して一貫教育を開始し、日本大学からは準付属校次いで特別付属校に指定されて現在に至る。

### 年表
- 1968年4月 - 東京の日大一高より、教職員と生徒の一部が移って開校。
- 1969年4月 - 高校の学生募集を開始。
- 1970年4月 - 千葉日本大学第一中学校を併設開校。
- 1973年10月 - 日本大学の準付属校に指定される。
- 1993年4月 - 特別付属校となる。
- 1998年4月 - 開校以来男子校であったが中学が男女共学化を開始。
- 2001年4月 - 中学の共学化完了。高校、共学化開始。
- 2003年4月 - 中・高の全学年が男女共学となる。
- 2017年秋 - 新校舎完成。

## 年間行事
- 4月 - 入学式・芸術鑑賞会・基礎学力到達度テスト（高校）
- 5月 - 校内球技大会・宿泊研修（中一）・修学旅行（中三）
- 6月 - 体育祭
- 7月 -
- 8月 -
- 9月 - 鎌倉校外学習（中二）・基礎学力到達度テスト（高三）
- 10月 -
- 11月 - 文化祭
- 12月 - 百人一首大会（中学）
- 1月 - スピーチコンテスト
- 2月 - スキー教室（中二）・合唱コンクール（中学）・修学旅行（高二）・マラソン大会（近隣の陸上自衛隊習志野駐屯地演習場内にて行われていた。演習場内は広大な面積であるため迷子にならないように約100mおきに監視員を置く等徹底管理のもと行われていた。現在は行なわれていない。）
- 3月 - 卒業式

## クラブ活動

### 体育系部活動
- サッカー部
- 硬式テニス部
- バスケットボール部
- アメリカンフットボール部
- ダンス部
- ラグビー部
- 陸上競技部
- 卓球部
- 野球部
- バドミントン部
- ゴルフ部
- バレーボール部
- ワンダーフォーゲル部
- 剣道部
- 柔道部
- 水泳部

### 文化系部活動
- 吹奏楽部
- 化学部
- 美術部
- 物理部
- 演劇部
- 書道部
- 華道部
- 地理歴史部
- 手芸部
- 茶道部
- 英語部
- 鉄道部
- 地球科学部
- 写真部
- 文芸部
- 将棋部
- 生物部

### 同好会
- コンピュータ同好会

## 交通
- 東葉高速鉄道船橋日大前駅から向かう場合
  - 日本大学理工学部内を通行し、徒歩約12分。
- 京成電鉄習志野駅から向かう場合
  - 徒歩約20分。
- 京成電鉄・東葉高速鉄道北習志野駅から向かう場合
  - 徒歩約25分。
  - 京成バス津田沼駅行に乗車し千葉日大一高前下車、徒歩0分。
  - 京成バス習志野車庫行に乗車し第二小学校入口下車、徒歩5分。
- JR総武線・津田沼駅から向かう場合
  - ちばレインボーバス船尾車庫行か八千代緑が丘駅行 または千葉ニュータウン中央駅行　木下駅行に乗車し、習志野下車、徒歩5分。。
  - 京成バス高津団地東口行または八千代緑が丘駅行に乗車し習志野下車、徒歩5分。。
  - 京成バス北習志野駅行に乗車し千葉日大一高前下車、徒歩0分。。

方面別によって利用交通機関は分散されているが、特に学校前を通る津田沼駅行及び北習志野駅行バスは時間帯により混雑する。
津田沼駅から朝夕を中心に急行スクールバス（津田沼駅～千葉日大一高 途中「薬園台駅入り口」のみ停車）を京成電鉄が運行していたが、2004年3月に廃止された。

## 著名な出身者
- 長冨浩志（元広島東洋カープ投手）
- 吉岡興志（元阪神タイガース育成選手）
- 尾崎直道（プロゴルファー）
- 葭葉ルミ（プロゴルファー）
- 合田洋（プロゴルファー）
- 栗原祐太（プロバスケットボール選手）
- 黒田雄（政治家）
- 木村哲也（政治家）
- 小池正昭（政治家）
- 石井健太郎 (棋士)
- 金原亭馬治（落語家）
- 近藤浩徳（声優）

## 周辺の施設
- 千葉日本大学第一小学校
- 日本大学習志野高等学校
- マックスバリュ習志野台店
- セブン-イレブン習志野台八丁目店